# Darevskia alpina
Darevskia alpina је гмизавац из реда Squamata и фамилије Lacertidae.

## Угроженост
Ова врста се сматра рањивом у погледу угрожености врсте од изумирања.

## Распрострањење
Ареал врсте је ограничен на две државе. 
Русија и Грузија (Кавказ) су једина позната природна станишта врсте.

## Станиште
Станишта врсте су планине и речни екосистеми. 
Врста је по висини распрострањена од 1650 до 2800 метара надморске висине.